# Уруштен (река)
Уруштен (Черная; кабард.-черк. Уэрыщтын) — река на территории Мостовского района Краснодарского края. Левый, наибольший из всех притоков реки Малая Лаба.
Длина реки — 42 км. Берёт начало на северных склонах Главного Кавказского хребта в районе перевала Псеашхо, на высоте около 2000 м. Протекает по территории Кавказского государственного природного биосферного заповедника в глубоком, покрытом девственными лесами, ущелье. Впадает в реку Малая Лаба недалеко от кордона Черноречье.
По местному наречию Уруштен переводится как «Чёрная река».
Река пользуется популярностью у туристов-водников.